# Balog Zoltán (labdarúgó, 1978)
Balog Zoltán (Békés, 1978. február 22. –) magyar  labdarúgó, aki Békéscsabán nevelkedett, majd az 1990-es évek közepétől kezdve meghatározó magyar NB I-es csapatoknál játszott védőt. Ezután megfordult több külföldi csapatnál is, volt az FTC játékosa is egyéves kitérővel 2000-2012 között. 2012 júliusától a Gyirmótban játszott. Gyermeke Balog Noel Zoltán 2013.06.05-én született.

## Pályafutása

### Békéscsabán
A Békéscsabai Előre FC-nél kezdett focizni, a viharsarki lila-fehér klub volt a nevelőegyesülete. Itt lépett első NB I-es mérkőzésen is pályára 1994-ben, amikor a csabaiak igen előkelő helyeken (1-3.) tanyáztak a tabellán. Meghatározó játékosa volt a liláknak egészen 1998-ig, amikor az anyagi nehézségek miatt az Előre kiesett az élvonalból, így Balog is eligazolt.

### Köztes évek
A Royal Antwerp FC-hez került Belgiumba, azonban itt kevés meccsen játszott, ezért egy év múlva váltott, hazatérve Magyarországra a BVSC-be igazolt. Innen rövid idő múltán távozott, a következő szezonban Ceglédre ment. Itt természetesen sok meccsen pályára lépve 4 gólt is lőtt védő létére.

### A Ferencvárosban
2000-ben igazolta le az FTC, és itt is stabil alapemberré vált az idő előrehaladtával. Sokáig kitartott a zöld-fehéreknél, az anyagi gondok ellenére is csak 2007-ben igazolt el. A Fradiban játszotta legtöbb meccsét, két gólt is lőve, valamint viselte pár meccs erejéig a csapatkapitányi karszalagot is. Az FTC-ét elhagyva Viborgba igazolt egy szezon erejéig. Ezután ismét visszatért a zöld-fehérekhez és a 2008-2009-es bajnoki évadban segítette a klubot az NB I-be való visszakerülésbe. A 2009-10-es NB I-es szezonban is csapata meghatározó játékosa volt. 2012 nyarán a Ferencváros vezetősége nem hosszabbította meg a szerződését.

### A Gyirmót FC-nél
2012. július 12-én jelentették be, hogy az NB II-es Gyirmót labdarúgója lett, 2+1 évre aláírva a Csank János edző vezette kisebbik győri csapathoz.

## Sikerei, díjai
Ferencváros
- Magyar bajnokság
  - bajnok (2): 2001, 2004
  - ezüstérmes (3): 2002, 2003, 2005
  - bronzérmes (1): 2011
- Magyar Kupa
  - győztes (2): 2003, 2004
  - döntős (1): 2005
- Magyar szuperkupa
  - győztes (1): 2004
  - döntős (1): 2003
- UEFA-kupa
  - csoportkör (1): 2004-2005

## Statisztika

### Mérkőzései a válogatottban
| Magyarország | Magyarország       | Magyarország                       | Magyarország  | Magyarország | Magyarország       | Magyarország | Magyarország | Magyarország |
| #            | Dátum              | Helyszín                           | Hazai         | Eredmény     | Vendég             | Kiírás       | Gólok        | Esemény      |
| ------------ | ------------------ | ---------------------------------- | ------------- | ------------ | ------------------ | ------------ | ------------ | ------------ |
| 1.           | 2005. május 31.    | Metz, Stade Saint-Symphorien       | Franciaország | 2 – 1        | Magyarország       | barátságos   | -            |              |
| 2.           | 2005. június 4.    | Reykjavík, Laugardalsvöllur        | Izland        | 2 – 3        | Magyarország       | vb-selejtező | -            | 77'          |
| 3.           | 2005. október 8.   | Szófia, Vaszil Levszki Stadion     | Bulgária      | 2 – 0        | Magyarország       | vb-selejtező | -            |              |
| 4.           | 2005. november 16. | Athén, Karaiszkákisz Stadion       | Görögország   | 2 – 1        | Magyarország       | barátságos   | -            | 45'          |
| 5.           | 2005. december 15. | Phoenix, Chase Field Stadium (USA) | Magyarország  | 0 – 2        | Mexikó             | barátságos   | -            |              |
| 6.           | 2005. december 18. | Miami (USA)                        | Magyarország  | 3 – 0        | Antigua és Barbuda | barátságos   | -            | 87'          |
|              | Összesen           |                                    |               | 6            | mérkőzés           |              | 0            | gól          |